# 中国人民武装警察部队新疆生产建设兵团总队
中国人民武装警察部队新疆生产建设兵团总队，简称武警兵团总队，机关驻新疆维吾尔自治区乌鲁木齐市。

## 沿革
中国人民武装警察部队新疆生产建设兵团指挥部的前身是新疆生产建设兵团的内卫部队。1984年，根据中华人民共和国国务院要求，新疆生产建设兵团的内卫部队改编为“中国人民武装警察部队新疆维吾尔自治区总队生产建设兵团支队”，继续隶属新疆生产建设兵团。1988年，经国务院批准，中华人民共和国农业部和中华人民共和国公安部将中国人民武装警察部队新疆维吾尔自治区总队生产建设兵团支队调整为“中国人民武装警察部队新疆维吾尔自治区总队生产建设兵团指挥所”，继续隶属新疆生产建设兵团。
经国务院、中央军委同意，1996年4月17日，根据国函〔1996〕9号文件和〔1996〕武司字第58号文件精神，自1996年5月1日起，中国人民武装警察部队新疆维吾尔自治区总队生产建设兵团指挥所改称为“中国人民武装警察部队新疆生产建设兵团指挥部”，由副师级调整为正师级，正式纳入武警内卫部队序列，接受新疆生产建设兵团和中国人民武装警察部队新疆维吾尔自治区总队的双重领导，中国人民武装警察部队总部负责该部队的军事、政治、后勤工作的全面领导。中国人民武装警察部队新疆生产建设兵团指挥部下设各支队、大队、中队。
2012年，国务院、中央军委批复：中国人民武装警察部队新疆生产建设兵团指挥部升格为副军级；任命邸明为司令员，吴玉科为政治委员。2012年10月25日，中国人民武装警察部队新疆生产建设兵团指挥部宣布升格命令大会在乌鲁木齐举行，武警部队副政治委员吴云峰中将宣布了国务院、中央军委《关于武警新疆生产建设兵团指挥部编制等级调整的批复》，以及国务院、中央军委和武警部队关于邸明、吴玉科二人的任职命令。
中国人民武装警察部队新疆生产建设兵团指挥部及其前身，积极支援新疆维吾尔自治区、新疆生产建设兵团的经济建设、扶贫开发、社会治安综合治理等工作，参与处置乌鲁木齐“5·19”反革命骚乱事件、“8·15”反恐战斗、“2·24”抗震救灾、“1·21”抗洪抢险、2004年“5·18”空难救援、2009年乌鲁木齐七五事件、2014年沙漠营救民工等任务，涌现出第四届“中国杰出青年卫士”杨厚强等先进模范。
2017年10月，在武警部队改革调整中，中国人民武装警察部队新疆生产建设兵团指挥部整编成立为中国人民武装警察部队新疆生产建设兵团总队。整编后的兵团总队主要担负兵团辖区看押、看守、警卫、守卫、城市武装巡逻和自治区疆内反恐维稳任务。

## 编制
机关部门
- 参谋部
- 政治工作部
- 保障部[7]

下辖部队
- 执勤第一支队[8]
- 执勤第二支队
- 执勤第三支队
- 执勤第四支队
- 执勤第五支队
- 执勤第六支队[9]
- 机动大队[10]

## 历任领导
中国人民武装警察部队新疆维吾尔自治区总队生产建设兵团指挥所
| 主任 - 李正堂 大校（？—1996年） | 第一政治委员 - 魏德俊（？—？，兼任） | 政治委员 - 孙效廉 大校（？—1996年） |

中国人民武装警察部队新疆生产建设兵团指挥部
| 主任 1. 王小龙 武警大校（1996年—2000年） 2. 李长勇 武警大校（2000年—2006年5月） 3. 邢伟志 武警大校（2006年5月—2008年11月） 4. 李志坚 武警大校（2008年11月—2011年12月） 5. 邸明 武警大校（2011年12月—2012年10月） 司令员 1. 邸明 武警少将（2012年10月—2016年） 2. 乔虎民 武警少将（2016年—2017年6月） 3. 朱平江 武警大校（2017年6月—10月） | 第一政治委员 1. 杨司（1996年—2010年，新疆生产建设兵团公安局局长兼） 2. 邹全明（2010年—2017年4月，新疆生产建设兵团公安局局长兼） | 政治委员 1. 王忠兴 武警大校（1996年—2000年） 2. 赵富栋 武警大校（2000年—2006年9月） 3. 吴玉科 武警大校（2006年9月—2013年2月） 4. 马铁军 武警少将（2013年2月—2017年10月） |

中国人民武装警察部队新疆生产建设兵团总队
| 司令员 1. 朱平江 武警大校（2017年10月—） | 政治委员 1. 任延波 武警大校（2017年10月—） |